# Giường tường

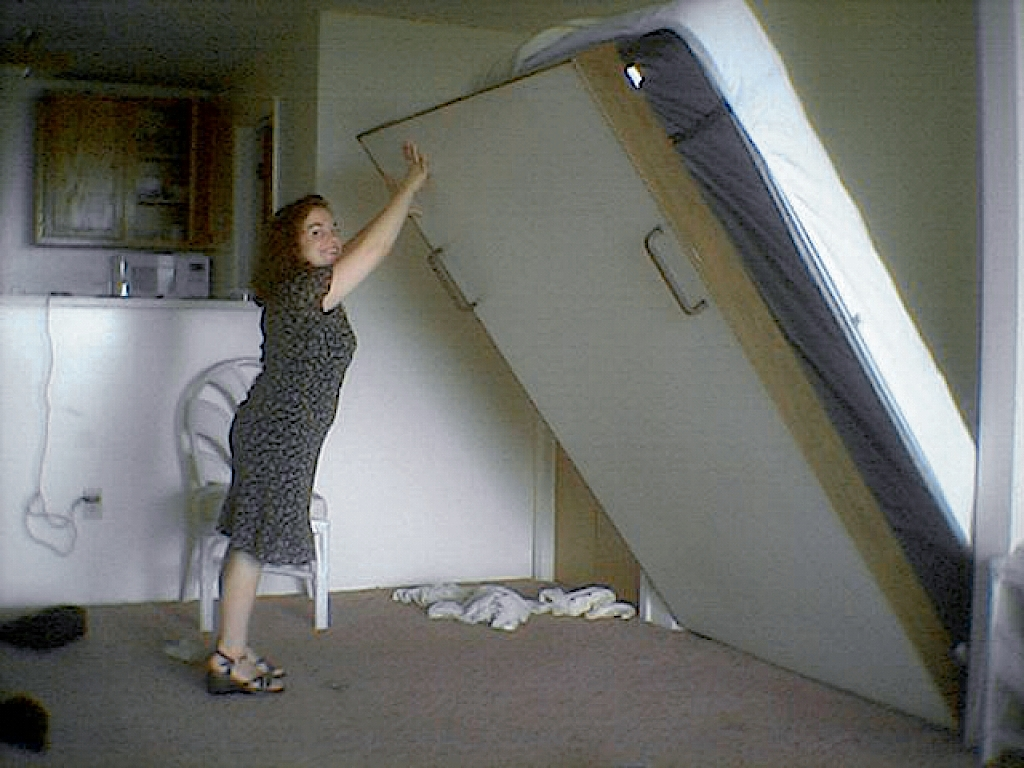
Gấp một chiếc giường tường

Giường tường/Murphy/ kéo/gấp xuống (tiếng Anh: wall/Murphy/ pull-down/ fold-down bed) là một chiếc giường ngủ có thể gấp gọn lại được bao gồm cả phần khung và nệm. Là một chiếc giường có một đầu được lắp phụ kiện bản lề để gấp theo chiều dọc dựa vào tường, hoặc bên trong một tủ quần áo.

## Lịch sử
Chiếc giường tường được đặt theo tên của William Lawrence Murphy (1876–1957), một người Ireland nhập cư ở New York, người muốn tìm ra một phương pháp sáng tạo để tạo không gian trong căn hộ nhỏ của mình. Ông đăng ký bằng sáng chế đầu tiên của mình vào khoảng năm 1900. Theo truyền thuyết, ông đang tán tỉnh một ca sĩ opera, nhưng lại sống trong một căn hộ một phòng ở San Francisco, và quy tắc đạo đức thời đó khiến một người phụ nữ bước vào phòng ngủ của một người đàn ông. Phát minh của Murphy đã biến phòng ngủ của ông thành một phòng khách, giúp ông có thể giải trí. Giường tường trước đó đã tồn tại và thậm chí còn có sẵn trên danh mục của Sears, Roebuck & Co. , nhưng Murphy đã giới thiệu các thiết kế trục và đối trọng mà ông đã nhận được một loạt bằng sáng chế, bao gồm một bằng sáng chế cho "Chiếc giường tường ẩn tủ" vào ngày 18 tháng 6 năm 1912, và một bằng sáng chế khác cho "Thiết kế cho một chiếc giường" vào ngày 27 tháng 6 năm 1916.
Giường tường được sử dụng cho mục đích tiết kiệm không gian, giống như giường có bánh lăn và phổ biến ở những nơi có diện tích sàn bị hạn chế. Chẳng hạn như nhà nhỏ, căn hộ, khách sạn, nhà di động và ký túc xá đại học. Trong những năm gần đây, các đơn vị giường Murphy đã bao gồm các tùy chọn như ánh sáng, tủ lưu trữ và các thành phần văn phòng. Họ đã chứng kiến sự nổi lên trở lại vào đầu những năm 2010 do nền kinh tế yếu kém, với việc trẻ em chuyển về ở với cha mẹ và gia đình của họ chọn cải tạo nhà thay vì mua những ngôi nhà lớn hơn.
Năm 1989, Tòa phúc thẩm Hoa Kỳ cho Vòng thứ hai đã ra phán quyết rằng thuật ngữ "Giường tường" đã được sử dụng phổ biến đến mức không còn đủ điều kiện để bảo hộ nhãn hiệu.

## Kiểu dáng thiết kế
Hầu hết giường tường không có lò xo hộp. Thay vào đó, nệm thường nằm trên nền hoặc lưới và được giữ cố định để không bị chảy xệ khi ở tư thế đóng. Nệm được gắn vào khung giường, thường có dây đai đàn hồi để giữ nệm ở vị trí khi nệm được gấp thẳng đứng.
Kể từ mô hình đầu tiên, một số biến thể và thiết kế khác đã được tạo ra, bao gồm: giường tường gắn nghiêng, giường 2 tầng gấp thông minh và các giải pháp bao gồm các chức năng khác. Giường tường gọn với bàn hoặc bàn làm việc có thể gập lại khi giường được gấp lại rất phổ biến, ngoài ra còn có các mẫu có ghế sofa, TV, tủ và các tiện ích giá đỡ.
Những thiết kế giường tường hiện nay đã có kiểu dáng được thiết kế hiện đại, kết hợp nhiều chức năng phù hợp với nhu cầu sử dụng.

### Giường tường dọc
Là mẫu giường ngủ có chiều dài có kích thước dài hơn chiều rộng và có thể lật dọc lên tường, tủ, vách ngăn. Thông thường giường được dùng cho những không gian hỏ hẹp nhưng tận dụng được chiều cao khoảng trống trên tường. Giường cũng được thiết kế kết hợp thêm với tủ quần áo, bàn học, bàn làm việc tạo ra một chiếc giường đa chức năng.

### Giường tường ngang
Là mẫu giường ngủ có chiều rộng dài hơn chiều dài, có thể lật xoay ngang vào tường, tủ. Được sử dụng phổ biến ở những không gian thấp tận dụng được chiều rộng của phòng. Ngoài ra còn kết hợp thêm một số chức năng khác như bàn học, tủ áo, kệ sách...

### Giường tường văn phòng
Là những mẫu giường ngủ có thể xếp gấp gọn lại khi không sử dụng sử dụng, vì có kích thước nhỏ gọn nên được sử dụng phổ biến ở văn phòng (công sở), công trường, bệnh viện... được làm từ nhiều chất liệu khác nhau.

### Giường tường kết hợp sofa
Kiểu ghế sofa có thiết kết có thể kéo ra thanh giường ngủ, khi không sử dụng có thể gấp gọn lại thành ghế sofa. Đây là một trong những sản phẩm nội thất thông minh tiết kiệm diện tích được sử dụng nhiều hiện nay. giường sofa

## Kích thước giường
Cũng giống như các mẫu giường ngủ truyền thống, giường tường có các kích thước tiêu chuẩn phổ biến như: 1m2 x 1m9, 1m2 x 2m, 1m4 x 2m, 1m6 x 2m. Đối với một số mẫu thiết kế riêng giường có kích thước khác.

## Rủi ro
Nếu không được bảo đảm hoặc sử dụng đúng cách, giường Murphy có thể đổ sập vào người vận hành. Một vụ án năm 1945 ở Illinois phát hiện ra rằng một người thuê nhà đã cho rằng có nguy cơ bị thương từ chiếc giường âm tường được lắp đặt trong một nhà trọ cho thuê. Năm 1982, một người đàn ông say rượu bị chết ngạt bên trong chiếc giường Murphy đóng kín, và hai phụ nữ bị cuốn vào và chết ngạt bởi một chiếc giường treo tường được lắp đặt không đúng cách vào năm 2005. Một vụ kiện năm 2014 cáo buộc rằng chiếc giường Murphy bị lỗi đã dẫn đến cái chết của một người đàn ông ở đảo Staten.